# Terpezița
Terpezița là một xã thuộc hạt Dolj, România. Dân số thời điểm năm 2002 là 1975 người.